# Paulin Obame Nguema
Paulin Obame Nguema (* 28. Dezember 1934 in Libreville; † 11. Dezember 2023 in Libreville) war von 1994 bis 1999 Premierminister der Republik Gabun.

## Politische Laufbahn
Paulin Obame Nguema war von Beruf Mediziner und wurde in Bordeaux ausgebildet. Ende der 1960er Jahre kehrte er nach Gabun zurück. Von 1975 bis 1990 gehörte er in verschiedenen Ressorts der Regierung an. Bis 1992 war er Generalsekretär der Regierung und danach Sonderberater des Präsidenten.
Als Teil einer Vereinbarung zwischen der ehemaligen Einheitspartei Parti Démocratique Gabonais (PDG) des seit 1967 regierenden Präsidenten Omar Bongo und der Opposition, die am 7. Oktober 1994 in Paris unterzeichnet wurde, trat die bislang amtierende Regierung Gabuns zurück. Am 2. November 1994 wurde Obame Nguema Premierminister einer Regierung, an der verschiedenen Oppositionsparteien beteiligt waren. Er selbst gehört der PDG an und gilt als enger Vertrauter des Präsidenten. Im März 1995 wurden bei der Operation sans-papiers mehrere zehntausend Zuwanderer aus den Nachbarstaaten ausgewiesen. Seine Rücktrittsgesuche im Juni 1996 und Januar 1997 lehnte der Präsident ab. Dem im Januar 1997 nach Parlamentswahlen umgebildeten Kabinett gehörten fast nur noch Minister der BDG an. Während seiner Regierungszeit konnte die PDG ihre dominierende Stellung bei den Parlamentswahlen am 15. und 29. Dezember 1996 mit 85 von 120 Sitzen behaupten. Der Präsident wurde am 12. Dezember 1998 mit 66,88 % wiedergewählt.
Seine Amtszeit endete am 23. Januar 1999, als Jean-François Ntoutoume Emane sein Nachfolger als Regierungschef wurde. Der neuen Regierung gehörte er als Sozialminister an und war Abgeordneter im Parlament. Daneben gehörte er seit dem 22. April 1982 dem Aufsichtsrat von Elf Gabon, einem Unternehmen mit Sitz in Port-Gentil und Tochter von Elf Aquitaine bzw. später TotalEnergies.